# Snipe (voilier)
Pour les articles homonymes, voir Snipe.
Le Snipe (la bécassine) est une classe de dériveur léger à 2 équipiers. C'est l'un des premiers représentants du « yachting du pauvre » né dans les années 1930, époque de crise économique occidentale.

## Historique
Il a été dessiné en 1931 par William F. Crosby, architecte naval et rédacteur en chef de la revue The Rudder (le gouvernail), à la demande la Florida West Coast Racing Association qui désirait un voilier de course pouvant être remorqué par une automobile de plan d'eau en plan d'eau, de moins de 100 pieds carrés de voilure et long de 16 pieds au plus.
Le projet connut un grand succès puisque sa construction intéressa aussi bien des amateurs que des chantiers professionnels. Ce succès provint en très grande partie de la promotion faite par The Rudder qui consacra durant des décennies plusieurs pages entières à la série dans chacun de ses numéros. Un autre facteur de succès émane de l'organisation de la classe voulue par Crosby.
L'idée de réaliser une coque à bouchains vifs ne nécessitant pas de moule, de gabarit ni de quille en plomb de mise en œuvre complexe, participa aussi à son succès.
La série des Snipes est toujours très active, reconnue comme série internationale par l'International Sailing Federation (ISAF) et est gérée par dix-huit associations nationales.

## Autres dériveurs conçus en 1931
- En Allemagne : le Sharpie 12 m2
- En France : le Caneton Brix

## Quelques grands champions ayant pratiqué le Snipe
- Paul Bert Elvstrøm (Danemark), champion du monde de Snipe en 1959, quatre médailles d'or aux jeux olympiques : une en Firefly en 1948, trois en Finn en 1952, 1956 et 1960.
- Torben Grael (Brésil), champion du monde de Snipe en 1983 et 1987.
- Ted A. Wells (États-Unis), champion du monde de Snipe en 1947 et 1949, auteur du livre Scientific Sailboat Racing (La Course scientifique en voilier), 1950, 1958.

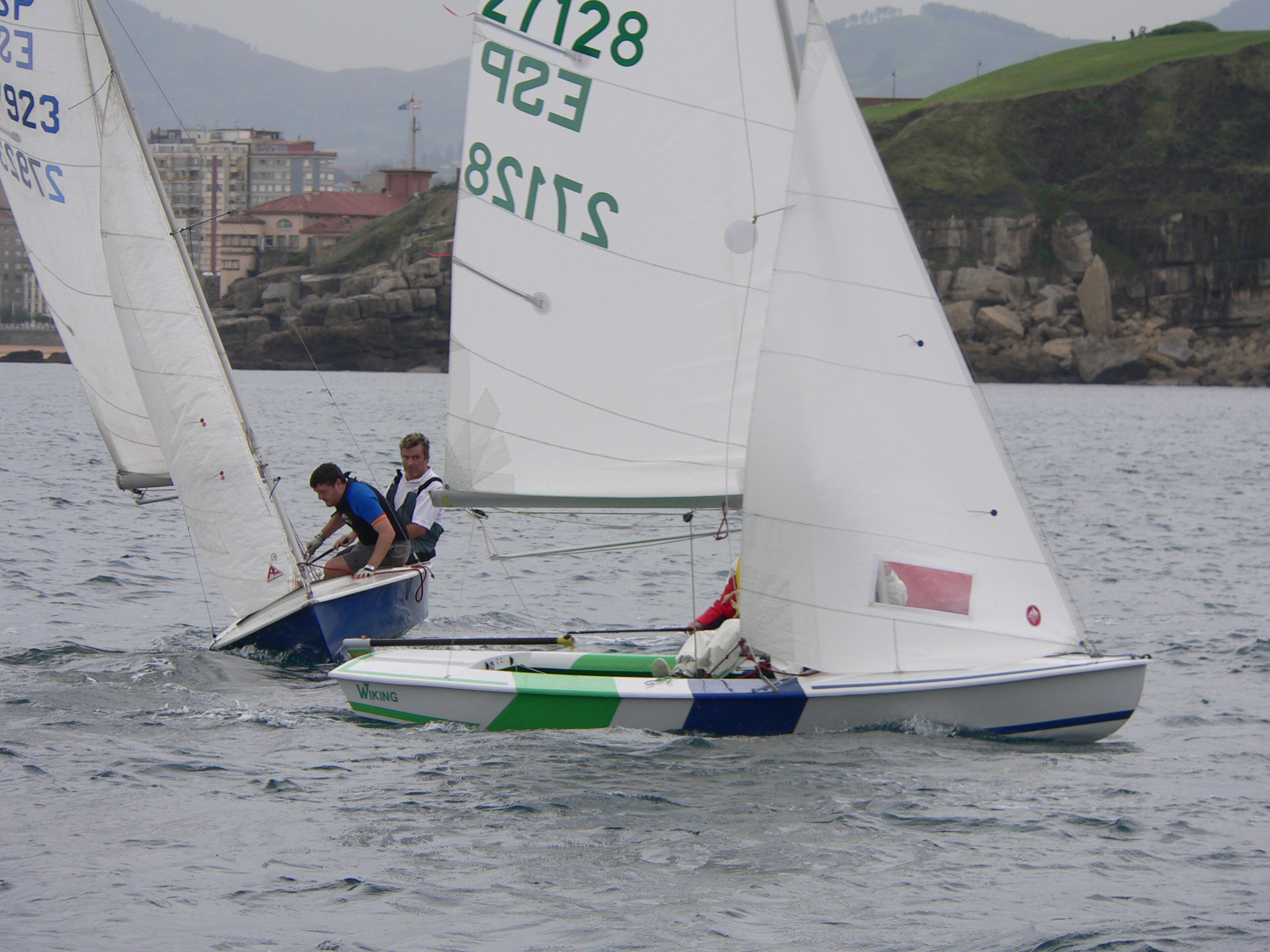
Snipe en régate